# Cameron Dallas

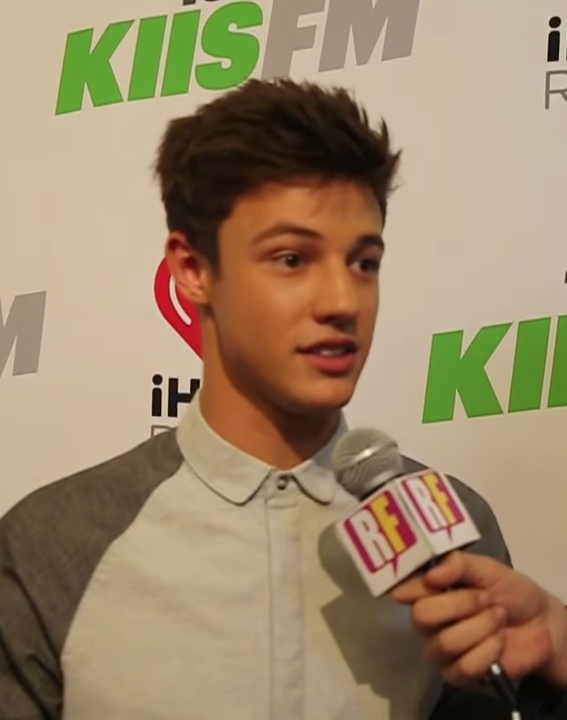
Cameron Dallas, 2014

Cameron Alexander Dallas (* 8. September 1994 in Chino Hills, Kalifornien) ist ein US-amerikanischer Schauspieler, Internet-Persönlichkeit und Model.

## Leben
2013 begann Dallas, kurze Videos auf die Plattform Vine hochzuladen, in denen er Witze über Freunde und Familie machte. 2014 spielte er die Hauptrolle im Kinofilm Expelled. Im April 2015 erschien die Single She Bad und 2015 spielte Cameron an der Seite von Nash Grier, mit dem er befreundet ist, im Film The Outfield mit. Ebenfalls im Jahr 2015 sprach er den Frosch Freddie in dem Film  Frog Kingdom. In Bad Neighbors 2, der 2016 in die Kinos kam, hat er eine Nebenrolle als Pooljunge die jedoch aus dem Film rausgeschnitten wurde. 2017 erschien seine Serie „Chasing Cameron“ auf Netflix, die sein Leben hinter den Kulissen zeigt.
2016 hatte er über 9 Millionen Follower auf Vine, über 17 Millionen Follower auf Instagram und über 8,5 Millionen Follower auf Twitter.

## Auszeichnungen
Dallas gewann dreimal einen Teen Choice Award ,
davon zweimal in Folge (2014 und 2015) für den besten Viner („Choice Web: Viner“), einmal (2015) als beliebtester männlicher Internetstar („Choice Web Star: Male“) und einmal (2016) als („Social Media King“). 2016 war er für einen People’s Choice Award in der Kategorie „Favorite Social Media Star“ nominiert. 2017 erhielt er den People’s Choice Award in der Kategorie „Favorite Social Media Star“.

## Filmographie
- 2013: Freddy Frog-ein ganz normaler Held
- 2014: Expelled
- 2015: The Outfield
- 2016: Bad Neighbors 2[9]
- 2017: Chasing Cameron